# TV4-parabol
TV4-parabolen var en liten parabolantenn som såldes i TV4:s barndom åren 1990–1991, då kanalen ännu inte sändes i marknätet. TV4-parabolerna var avsedda specifikt för TV4 och skulle vara ett billigare alternativ för kabel-TV-lösa hushåll som önskade ett något större kanalutbud men inte var beredda att skaffa sig en parabolantenn av det större slaget.
TV4-parabolerna var typiskt mellan 20 och 40 cm i diameter.